# Список арбитражных судов России
Отмечены все изменения в системе арбитражных судов с 1997 г., после вступления в силу Федерального конституционного закона от 31 декабря 1996 г. № 1-ФКЗ «О судебной системе Российской Федерации» (введен в действие с 1 января 1997 г.), в соответствии с которым (ст. 17) федеральные суды создаются и упраздняются только федеральными законами.
Даты фактического упразднения судов отличаются от дат подписания соответствующих федеральных законов (указаны в тексте закона).

## Система арбитражных судов
Законом РСФСР от 4 июля 1991 г. № 1543-I установлена система арбитражных судов:
- Высший арбитражный суд РСФСР (в соответствии с Законом Российской Федерации от 24 июня 1992 г. № 3118-I — Высший арбитражный суд Российской Федерации)
- Высшие арбитражные суды республик в составе РСФСР (в соответствии с Законом Российской Федерации от 24 июня 1992 г. № 3118-I — Высшие арбитражные суды республик в составе Российской Федерации)
- краевые арбитражные суды
- областные арбитражные суды
- городские арбитражные суды
- арбитражный суд автономной области
- арбитражные суды автономных округов

Федеральным конституционным законом от 28 апреля 1995 г. № 1-ФКЗ установлена система арбитражных судов в Российской Федерации:
- Высший Арбитражный Суд Российской Федерации
- федеральные арбитражные суды округов (в соответствии с Федеральным конституционным законом от 5 февраля 2014 г. № 4-ФКЗ — арбитражные суды округов (арбитражные кассационные суды))
- арбитражные апелляционные суды (включены Федеральным конституционным законом от 4 июля 2003 г. № 4-ФКЗ)
- арбитражные суды республик, краёв, областей, городов федерального значения, автономной области, автономных округов (в соответствии с Федеральным конституционным законом от 4 июля 2003 г. № 4-ФКЗ — арбитражные суды первой инстанции в республиках, краях, областях, городах федерального значения, автономной области, автономных округах)

## Высший Арбитражный Суд Российской Федерации
- Высший Арбитражный Суд Российской Федерации (упразднён 6 февраля 2014 года)[1].

## Арбитражные суды округов[2]
- Арбитражный суд Волго-Вятского округа (г. Нижний Новгород)[3]
- Арбитражный суд Восточно-Сибирского округа (г. Иркутск)[4]
- Арбитражный суд Дальневосточного округа (г. Хабаровск)[5]
- Арбитражный суд Западно-Сибирского округа (г. Тюмень)[6]
- Арбитражный суд Московского округа (г. Москва)[7]
- Арбитражный суд Поволжского округа (г. Казань)[8]
- Арбитражный суд Северо-Западного округа (г. Санкт-Петербург)[9]
- Арбитражный суд Северо-Кавказского округа (г. Краснодар)[10]
- Арбитражный суд Уральского округа (г. Екатеринбург)[11]
- Арбитражный суд Центрального округа (г. Калуга)[12]

## Арбитражные апелляционные суды[13]

### Волго-Вятский арбитражный округ
- 1-й арбитражный апелляционный суд (г. Владимир)[14]
- 2-й арбитражный апелляционный суд (г. Киров)[15]

### Восточно-Сибирский арбитражный округ
- 3-й арбитражный апелляционный суд (г. Красноярск)[16]
- 4-й арбитражный апелляционный суд (г. Чита)[17]

### Дальневосточный арбитражный округ
- 5-й арбитражный апелляционный суд (г. Владивосток)[18]
- 6-й арбитражный апелляционный суд (г. Хабаровск)[19]

### Западно-Сибирский арбитражный округ
- 7-й арбитражный апелляционный суд (г. Томск)[20]
- 8-й арбитражный апелляционный суд (г. Омск)[21]

### Московский арбитражный округ
- 9-й арбитражный апелляционный суд (г. Москва)[22]
- 10-й арбитражный апелляционный суд (г. Москва)[23]

### Поволжский арбитражный округ
- 11-й арбитражный апелляционный суд (г. Самара)[24]
- 12-й арбитражный апелляционный суд (г. Саратов)[25]

### Северо-Западный арбитражный округ
- 13-й арбитражный апелляционный суд (г. Санкт-Петербург)[26]
- 14-й арбитражный апелляционный суд (г. Вологда)[27]

### Северо-Кавказский арбитражный округ
- 15-й арбитражный апелляционный суд (г. Ростов-на-Дону)[28]
- 16-й арбитражный апелляционный суд (г. Ессентуки)[29]

### Уральский арбитражный округ
- 17-й арбитражный апелляционный суд (г. Пермь)[30]
- 18-й арбитражный апелляционный суд (г. Челябинск)[31]

### Центральный арбитражный округ
- 19-й арбитражный апелляционный суд (г. Воронеж)[32]
- 20-й арбитражный апелляционный суд (г. Тула)[33]
- 21-й арбитражный апелляционный суд (г. Севастополь)[34][35]

## Арбитражные суды субъектов Российской Федерации
- Арбитражный суд Республики Адыгея
- Арбитражный суд Республики Алтай
- Арбитражный суд Республики Башкортостан
- Арбитражный суд Республики Бурятия
- Арбитражный суд Республики Дагестан
- Арбитражный суд Донецкой Народной Республики
- Арбитражный суд Республики Ингушетия
- Арбитражный суд Кабардино-Балкарской Республики
- Арбитражный суд Республики Калмыкия
- Арбитражный суд Карачаево-Черкесской Республики
- Арбитражный суд Республики Карелия
- Арбитражный суд Республики Коми
- Арбитражный суд Республики Крым
- Арбитражный суд Луганской Народной Республики
- Арбитражный суд Республики Марий Эл
- Арбитражный суд Республики Мордовия
- Арбитражный суд Республики Саха (Якутия)
- Арбитражный суд Республики Северная Осетия — Алания
- Арбитражный суд Республики Татарстан
- Арбитражный суд Республики Тыва
- Арбитражный суд Удмуртской Республики
- Арбитражный суд Республики Хакасия
- Арбитражный суд Чеченской Республики
- Арбитражный суд Чувашской Республики — Чувашии
- Арбитражный суд Алтайского края
- Арбитражный суд Забайкальского края (создан Федеральным законом от 9 февраля 2009 г. № 6-ФЗ)
- Арбитражный суд Камчатского края (создан Федеральным законом от 3 апреля 2008 г. № 41-ФЗ)
- Арбитражный суд Краснодарского края
- Арбитражный суд Красноярского края
- Арбитражный суд Пермского края[36] (создан Федеральным законом от 4 ноября 2006 г. № 186-ФЗ)
- Арбитражный суд Приморского края
- Арбитражный суд Ставропольского края
- Арбитражный суд Хабаровского края
- Арбитражный суд Амурской области
- Арбитражный суд Архангельской области
- Арбитражный суд Астраханской области
- Арбитражный суд Белгородской области
- Арбитражный суд Брянской области
- Арбитражный суд Владимирской области
- Арбитражный суд Волгоградской области
- Арбитражный суд Вологодской области
- Арбитражный суд Воронежской области
- Арбитражный суд Запорожской области
- Арбитражный суд Ивановской области
- Арбитражный суд Иркутской области
- Арбитражный суд Калининградской области
- Арбитражный суд Калужской области
- Арбитражный суд Кемеровской области
- Арбитражный суд Кировской области
- Арбитражный суд Костромской области
- Арбитражный суд Курганской области
- Арбитражный суд Курской области
- Арбитражный суд города Санкт-Петербурга и Ленинградской области
- Арбитражный суд города Севастополя
- Арбитражный суд Липецкой области
- Арбитражный суд Магаданской области
- Арбитражный суд Московской области
- Арбитражный суд Мурманской области
- Арбитражный суд Нижегородской области
- Арбитражный суд Новгородской области
- Арбитражный суд Новосибирской области
- Арбитражный суд Омской области
- Арбитражный суд Оренбургской области
- Арбитражный суд Орловской области
- Арбитражный суд Пензенской области
- Арбитражный суд Псковской области
- Арбитражный суд Ростовской области
- Арбитражный суд Рязанской области
- Арбитражный суд Самарской области
- Арбитражный суд Саратовской области
- Арбитражный суд Сахалинской области
- Арбитражный суд Свердловской области
- Арбитражный суд Смоленской области
- Арбитражный суд Тамбовской области
- Арбитражный суд Тверской области
- Арбитражный суд Томской области
- Арбитражный суд Тульской области
- Арбитражный суд Тюменской области
- Арбитражный суд Ульяновской области
- Арбитражный суд Херсонской области
- Арбитражный суд Челябинской области
- Арбитражный суд Ярославской области
- Арбитражный суд города Москвы
- Арбитражный суд Еврейской автономной области
- Арбитражный суд Ханты-Мансийского автономного округа — Югры
- Арбитражный суд Чукотского автономного округа
- Арбитражный суд Ямало-Ненецкого автономного округа

## Упразднённые арбитражные суды субъектов России
- Арбитражный суд Камчатской области (упразднён Федеральным законом от 3 апреля 2008 г. № 41-ФЗ)
- Арбитражный суд Пермской области (упразднён Федеральным законом от 4 ноября 2006 г. № 186-ФЗ)
- Арбитражный суд Читинской области (упразднён Федеральным законом от 9 февраля 2009 г. № 6-ФЗ)
- Арбитражный суд Коми-Пермяцкого автономного округа (упразднён Федеральным законом от 4 ноября 2006 г. № 186-ФЗ)

## Комментарии
1. ↑  Пункт 8 статьи 1 Закона РФ о поправке к Конституции РФ от 05.02.2014 № 2-ФКЗ «О Верховном Суде Российской Федерации и прокуратуре Российской Федерации» // «Собрание законодательства РФ». - 2014. - № 6. - ст. 548.
2. ↑  Созданы Федеральным конституционным законом от 28 апреля 1995 г. № 1-ФКЗ.
3. ↑  Осуществляет проверку судебных актов, принятых арбитражными судами Республики Коми, Республики Марий Эл, Республики Мордовия, Чувашской Республики — Чувашии, Владимирской области, Ивановской области, Кировской области, Костромской области, Нижегородской области, Ярославской области и судебных актов арбитражных апелляционных судов, образованных в данном судебном округе.
4. ↑  Осуществляет проверку судебных актов, принятых арбитражными судами Республики Бурятия, Республики Саха (Якутия), Республики Тыва, Республики Хакасия, Забайкальского края, Красноярского края, Иркутской области и судебных актов арбитражных апелляционных судов, образованных в данном судебном округе.
5. ↑  Осуществляет проверку судебных актов, принятых арбитражными судами Камчатского края, Приморского края, Хабаровского края, Амурской области, Магаданской области, Сахалинской области, Еврейской автономной области, Чукотского автономного округа и судебных актов арбитражных апелляционных судов, образованных в данном судебном округе.
6. ↑  Осуществляет проверку судебных актов, принятых арбитражными судами Республики Алтай, Алтайского края, Кемеровской области, Новосибирской области, Омской области, Томской области, Тюменской области, Ханты-Мансийского автономного округа — Югры, Ямало-Ненецкого автономного округа и судебных актов арбитражных апелляционных судов, образованных в данном судебном округе.
7. ↑  Осуществляет проверку судебных актов, принятых арбитражными судами Московской области, города Москвы и судебных актов арбитражных апелляционных судов, образованных в данном судебном округе.
8. ↑  Осуществляет проверку судебных актов, принятых арбитражными судами Республики Татарстан, Астраханской области, Волгоградской области, Пензенской области, Самарской области, Саратовской области, Ульяновской области и судебных актов арбитражных апелляционных судов, образованных в данном судебном округе.
9. ↑  Осуществляет проверку судебных актов, принятых арбитражными судами Республики Карелия, Архангельской области, Вологодской области, Калининградской области, города Санкт-Петербурга и Ленинградской области, Мурманской области, Новгородской области, Псковской области, Тверской области и судебных актов арбитражных апелляционных судов, образованных в данном судебном округе.
10. ↑  Осуществляет проверку судебных актов, принятых арбитражными судами Республики Адыгея, Республики Дагестан, Республики Ингушетия, Кабардино-Балкарской Республики, Республики Калмыкия, Карачаево-Черкесской Республики, Республики Северная Осетия — Алания, Чеченской Республики, Краснодарского края, Ставропольского края, Ростовской области и судебных актов арбитражных апелляционных судов, образованных в данном судебном округе.
11. ↑  Осуществляет проверку судебных актов, принятых арбитражными судами Республики Башкортостан, Удмуртской Республики, Пермского края, Курганской области, Оренбургской области, Свердловской области, Челябинской области, и судебных актов арбитражных апелляционных судов, образованных в данном судебном округе.
12. ↑  Осуществляет проверку судебных актов, принятых арбитражными судами Белгородской области, Брянской области, Воронежской области, Донецкой Народной Республики, Запорожской области, Калужской области, Республики Крым, Курской области, Липецкой области, Луганской Народной Республики, Орловской области, Рязанской области, города Севастополя, Смоленской области, Тамбовской области, Тульской области, Херсонской области и судебных актов арбитражных апелляционных судов, образованных в данном судебном округе.
13. ↑  Созданы Федеральным конституционным законом от 4 июля 2003 г. № 4-ФКЗ.
14. ↑  Осуществляет проверку решений, принятых арбитражными судами Республики Марий Эл, Республики Мордовия, Чувашской Республики — Чувашии, Владимирской области, Нижегородской облаСсти.
15. ↑  Осуществляет проверку решений, принятых арбитражными судами Республики Коми, Ивановской области, Кировской области, Костромской области, Ярославской области.
16. ↑  Осуществляет проверку решений, принятых арбитражными судами Республики Тыва, Республики Хакасия, Красноярского края.
17. ↑  Осуществляет проверку решений, принятых арбитражными судами Республики Бурятия, Республики Саха (Якутия), Забайкальского края, Иркутской области.
18. ↑  Осуществляет проверку решений, принятых арбитражными судами Камчатского края, Приморского края, Сахалинской области.
19. ↑  Осуществляет проверку решений, принятых арбитражными судами Хабаровского края, Амурской области, Магаданской области, Еврейской автономной области, Чукотского автономного округа.
20. ↑  Осуществляет проверку решений, принятых арбитражными судами Республики Алтай, Алтайского края, Кемеровской области, Новосибирской области, Томской области.
21. ↑  Осуществляет проверку решений, принятых арбитражными судами Омской области, Тюменской области, Ханты-Мансийского автономного округа — Югры, Ямало-Ненецкого автономного округа.
22. ↑  Осуществляет проверку решений, принятых Арбитражным судом города Москвы.
23. ↑  Осуществляет проверку решений, принятых Арбитражным судом Московской области.
24. ↑  Осуществляет проверку решений, принятых арбитражными судами Республики Татарстан, Пензенской области, Самарской области, Ульяновской области.
25. ↑  Осуществляет проверку решений, принятых арбитражными судами Астраханской области, Волгоградской области, Саратовской области.
26. ↑  Осуществляет проверку решений, принятых арбитражными судами Республики Карелия, Калининградской области, города Санкт-Петербурга и Ленинградской области, Мурманской области.
27. ↑  Осуществляет проверку решений, принятых арбитражными судами Архангельской области, Вологодской области, Новгородской области, Псковской области, Тверской области.
28. ↑  Осуществляет проверку решений, принятых арбитражными судами Республики Адыгея, Краснодарского края, Ростовской области.
29. ↑  Осуществляет проверку решений, принятых арбитражными судами Республики Дагестан, Республики Ингушетия, Кабардино-Балкарской Республики, Республики Калмыкия, Карачаево-Черкесской Республики, Республики Северная Осетия — Алания, Чеченской Республики, Ставропольского края.
30. ↑  Осуществляет проверку решений, принятых арбитражными судами Удмуртской Республики, Пермского края, Свердловской области, Постоянного судебного присутствия Арбитражного суда Пермского края (г. Кудымкар).
31. ↑  Осуществляет проверку решений, принятых арбитражными судами Республики Башкортостан, Курганской области, Оренбургской области, Челябинской области.
32. ↑  Осуществляет проверку решений, принятых арбитражными судами Белгородской области, Воронежской области, Курской области, Липецкой области, Орловской области, Тамбовской области.
33. ↑  Осуществляет проверку решений, принятых арбитражными судами Брянской области, Калужской области, Рязанской области, Смоленской области, Тульской области.
34. ↑  Действует на основании п. 2 ст 33.1 ФКЗ «Об арбитражных судах в Российской Федерации» (абзац введён Федеральным конституционным законом от 22.12.2014 N 18-ФКЗ)
35. ↑  Осуществляет проверку решений, принятых арбитражными судами Донецкой Народной Республики, Запорожской области, Республики Крым, Луганской Народной Республики, города Севастополя, Херсонской области
36. ↑  Действует постоянное судебное присутствие Арбитражного суда Пермского края (г. Кудымкар)